# Peridea serrata
Peridea serrata är en fjärilsart som beskrevs av Carl Peter Thunberg 1792. Peridea serrata ingår i släktet Peridea och familjen tandspinnare. Inga underarter finns listade i Catalogue of Life.